# Holstentor

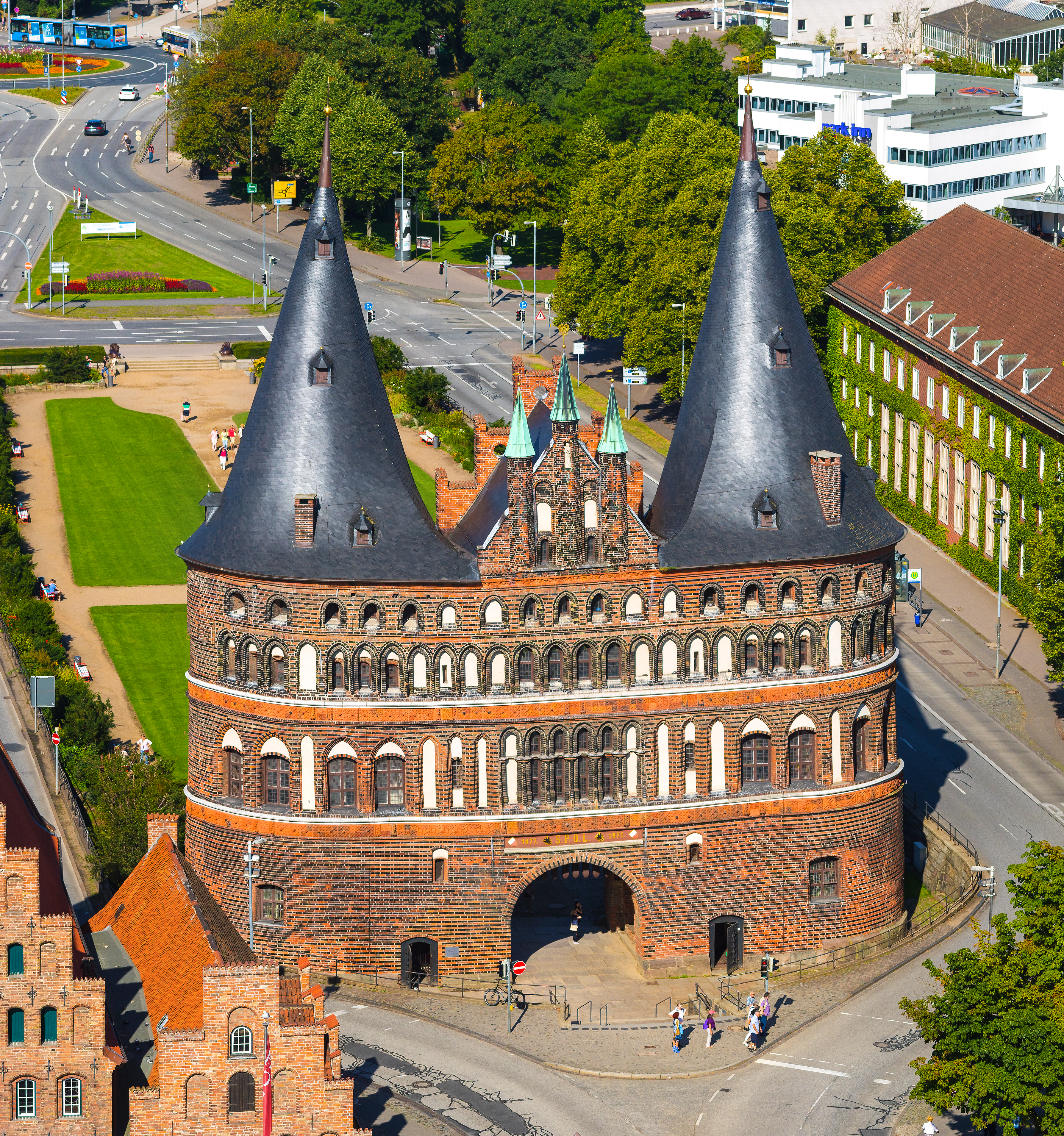
La Holstentor vista dalla Petrikirche

La Holstentor (“Holstein-Tor”) è la porta cittadina che delimita ad ovest il centro storico della città anseatica di Lubecca. È il simbolo della città ed è uno dei monumenti più celebri di tutta la Germania. La costruzione tardo-gotica appartiene ai resti delle mura ed è, con la Burgtor, l’unica porta di Lubecca rimasta. Per più di 300 anni ha portato il nome di Mittleres Holstentor (Holstentor centrale), insieme ad altre 3 porte cittadine (demolite nel XIX secolo). È uno dei più importanti esempi del Gotico baltico che faceva uso principalmente del mattone rosso.

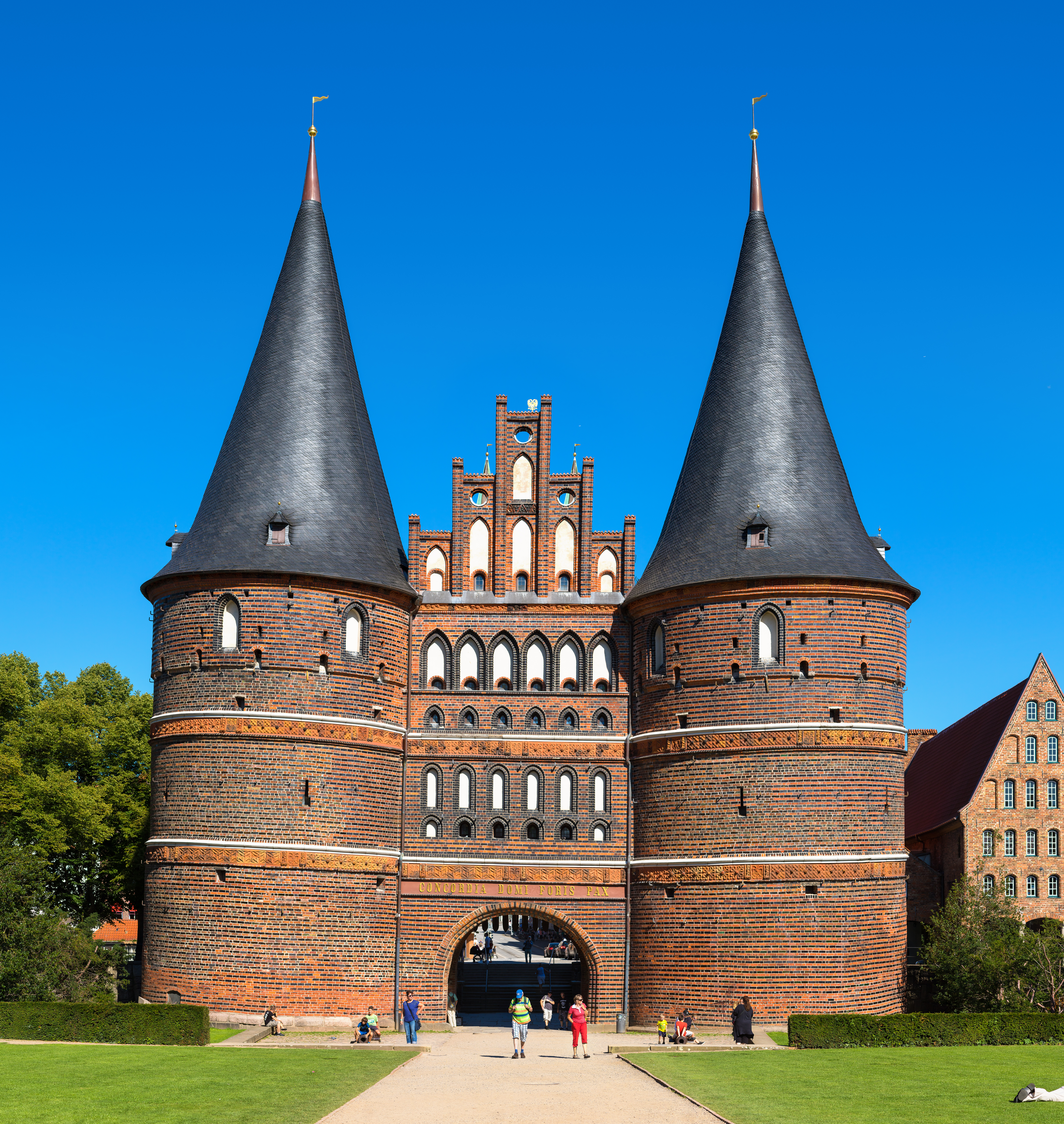
La Holstentor vista dalla Holstentorplatz

Dal 1950 la Holstentor ospita un museo di storia della città, con 9 sale tematiche. I temi sono vari, dal commercio, al diritto di Lubecca e l’esercizio delle pene. 

## Luogo e dintorni

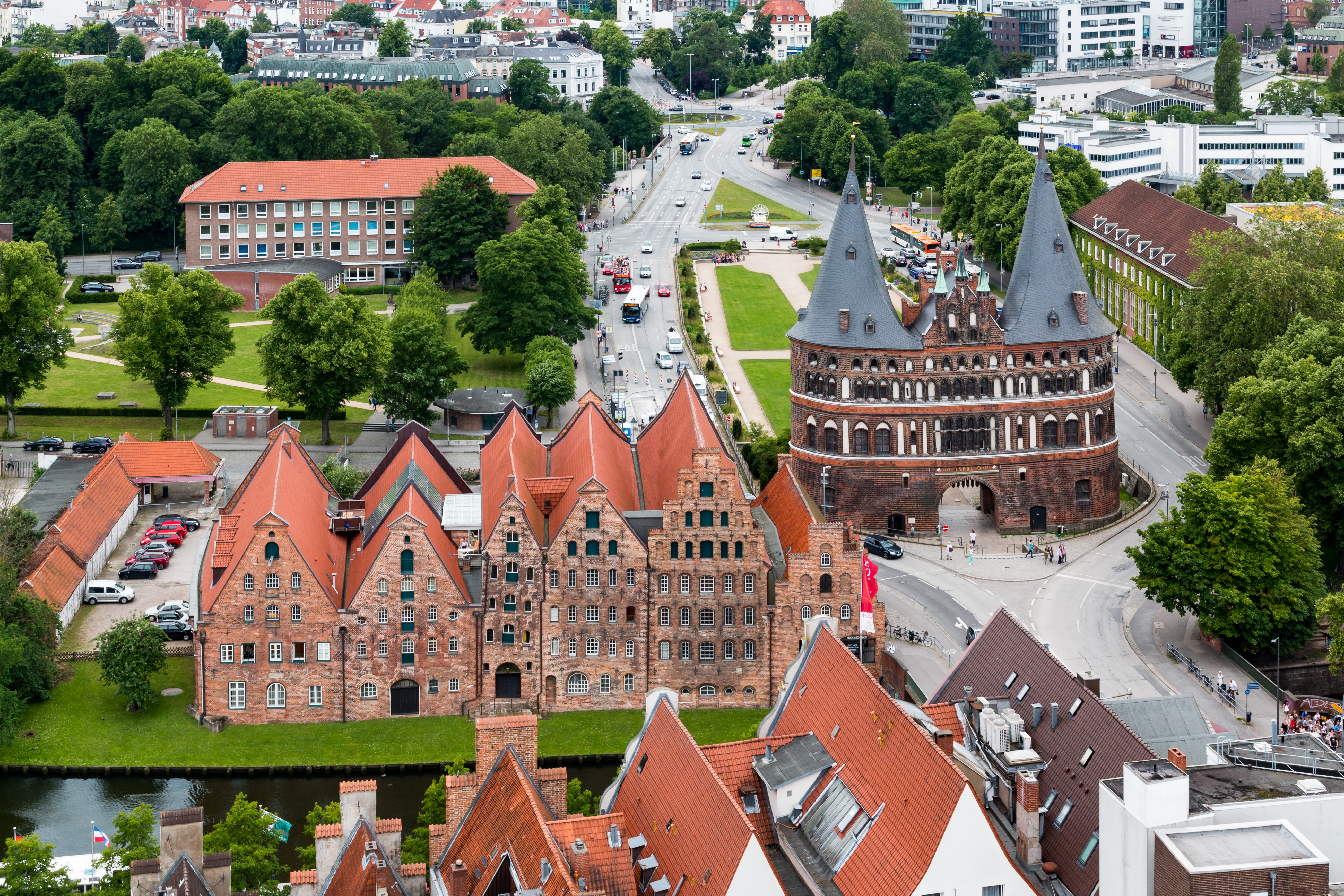
La Holstentor e gli storici magazzini del sale (2017)

La Holstentor si trova in asse con la stazione centrale nel sobborgo di St. Lorenz, il Puppenbrücke, l’Holstenbrücke e la Holstenstraße, che porta direttamente al centro della città. Dietro la Holstentor (vista dal centro storico) vi è la Holstentorplatz (piazza di Holstentor). Nelle vicinanze si trovano gli storici magazzini del sale. 

## Aspetto

### Struttura

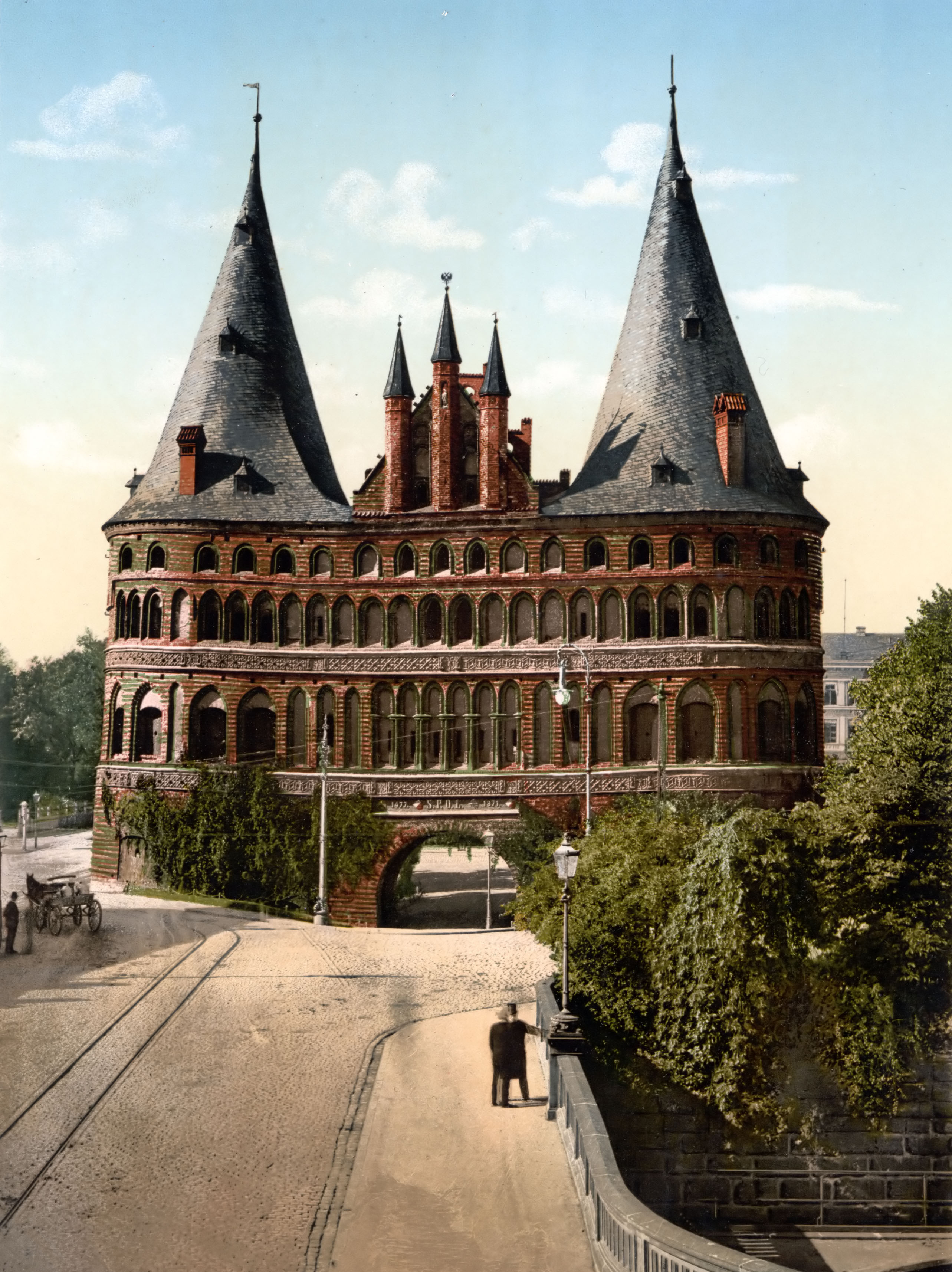
La Holstentor in una cartolina del 1879

La Holstentor è composta dalla torre sud, la torre nord e l’edificio centrale. Ha quattro piani, ma l’edificio centrale è privo del piano terra poiché lì si trova il passaggio d’ingresso (la porta). Il lato dell’edificio rivolto ad ovest, ovvero all’esterno della città, è chiamato Feldseite (rivolto verso la campagna), mentre il lato rivolto verso la città è chiamato Stadtseite. L’edificio centrale, tra due torri semicircolari con tetto conico, è sormontato da un timpano. 

### Le iscrizioni

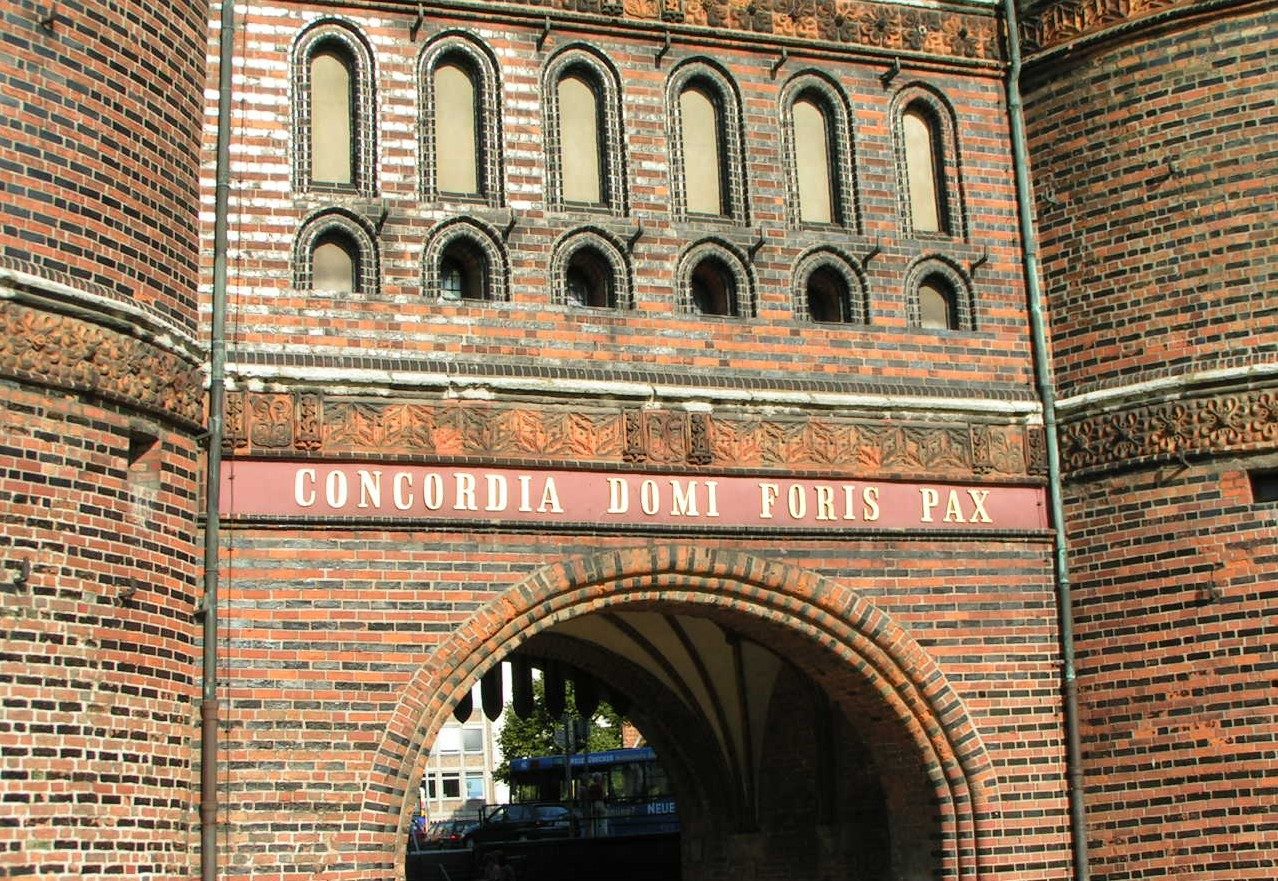
Iscrizione sul lato verso la campagna: CONCORDIA DOMI FORIS PAX

Sul lato rivolto verso la città vi è l’iscrizione S.P.Q.L., ispirata all’S.P.Q.R. romano (Senatus populusque Romanus), che dovrebbe corrispondere a Senatus populusque Lubecensis. 
Sul lato rivolto verso la campagna si trova Concordia domi foris pax (“Unità all’interno, pace all’esterno”), risalente al 1871. 

### Fortificazioni sul lato rivolto verso la campagna
I lati rivolti verso la città e verso la campagna sono progettati in modo molto diverso. Quello rivolto verso la città è riccamente decorato con finestre, mentre quello rivolto verso la campagna presenta solo poche piccole finestre e nelle mura sono presenti delle feritoie con postazioni per l’artiglieria (tre su ogni torre).
Al primo piano, oltre alle postazioni già citate, sono presenti due ulteriori feritoie per l’artiglieria più piccola. Queste piccole aperture sono presenti anche al terzo piano.
L’edificio centrale non ha feritoie. Le finestre sopra al passaggio d’ingresso sono state progettate per versare pece o acqua bollente sul nemico che cercava di entrare in città.

### Decorazioni
Le decorazioni più sorprendenti sono le due fasce di terracotta che circondano l’edificio e sono composte principalmente da singole piastrelle quadrate. Sulle piastrelle è presente una decorazione fra tre diverse fantasie ricorrenti: quattro gigli araldici, una figura geometrica simmetrica e quattro foglie di cardo.
Le fasce di terracotta sono state ristrutturate tra il 1865 e il 1870. Le nuove piastrelle riproducono quasi fedelmente i motivi precedenti.

### Interno
Le stanze interne delle torri sono progettate in modo simmetrico. Il piano terra e il primo piano hanno i soffitti più alti, mentre i piani superiori sono più bassi. Nella torre nord i soffitti del secondo piano sono crollati formando in questo modo uno spazio unico che unisce il secondo e il terzo piano.
Davanti alle feritoie si trovano le camere delle armi. Qui, al secondo piano, si possono vedere ancora oggi i cannoni, ma si tratta di riproduzioni.

### Il giardino con i leoni di Lubecca
L’interno della Holstentorplatz è un giardino dalla forma allungata progettato da Harry Maasz. Sul lato corto occidentale, di fronte alla Holstentor, si possono ammirare i due monumentali leoni di Lubecca in ghisa (simbolo della città). Uno dorme, l’altro ha lo sguardo attento rivolto verso il leone addormentato.

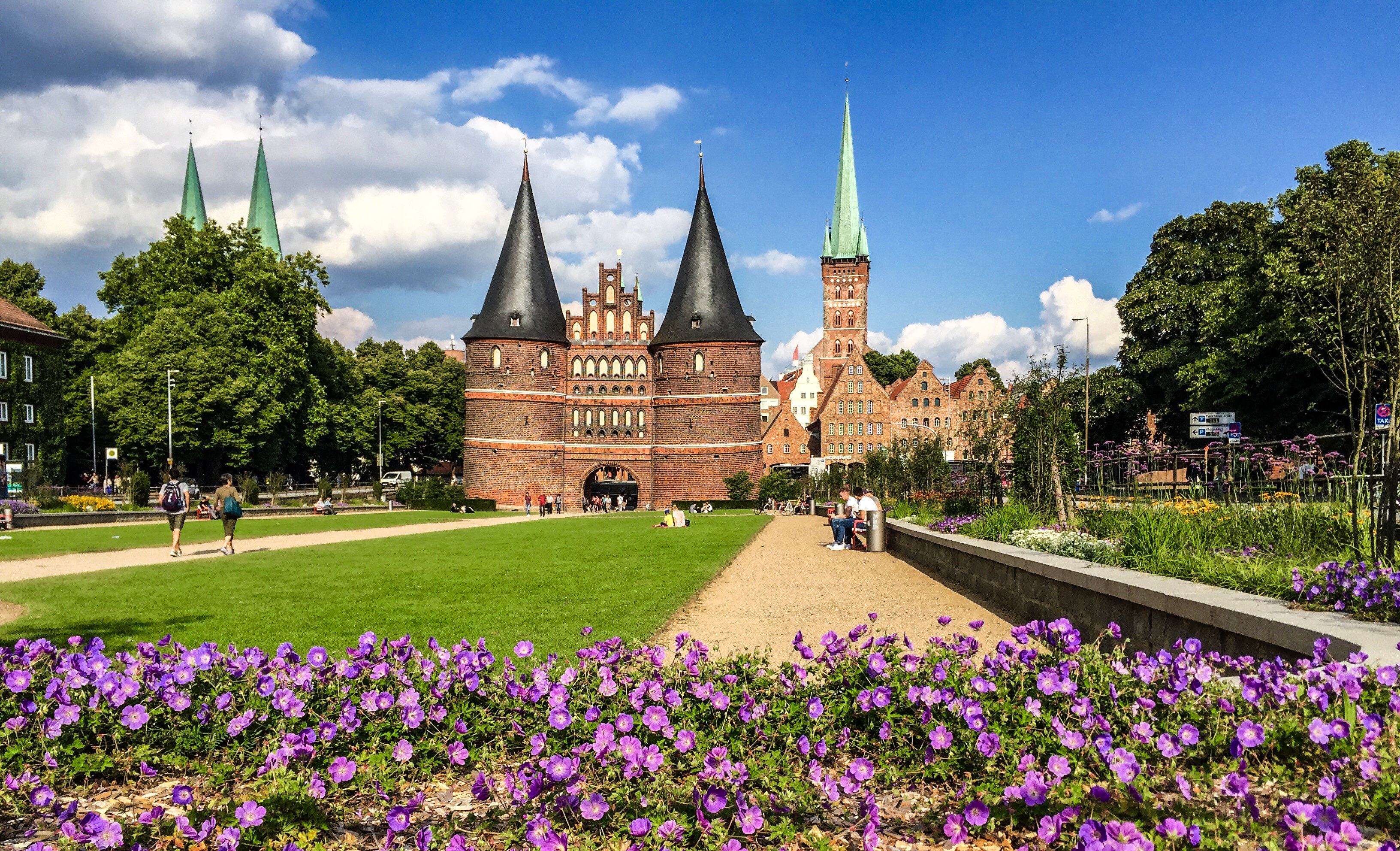
Giardini dinanzi all'Holstentor
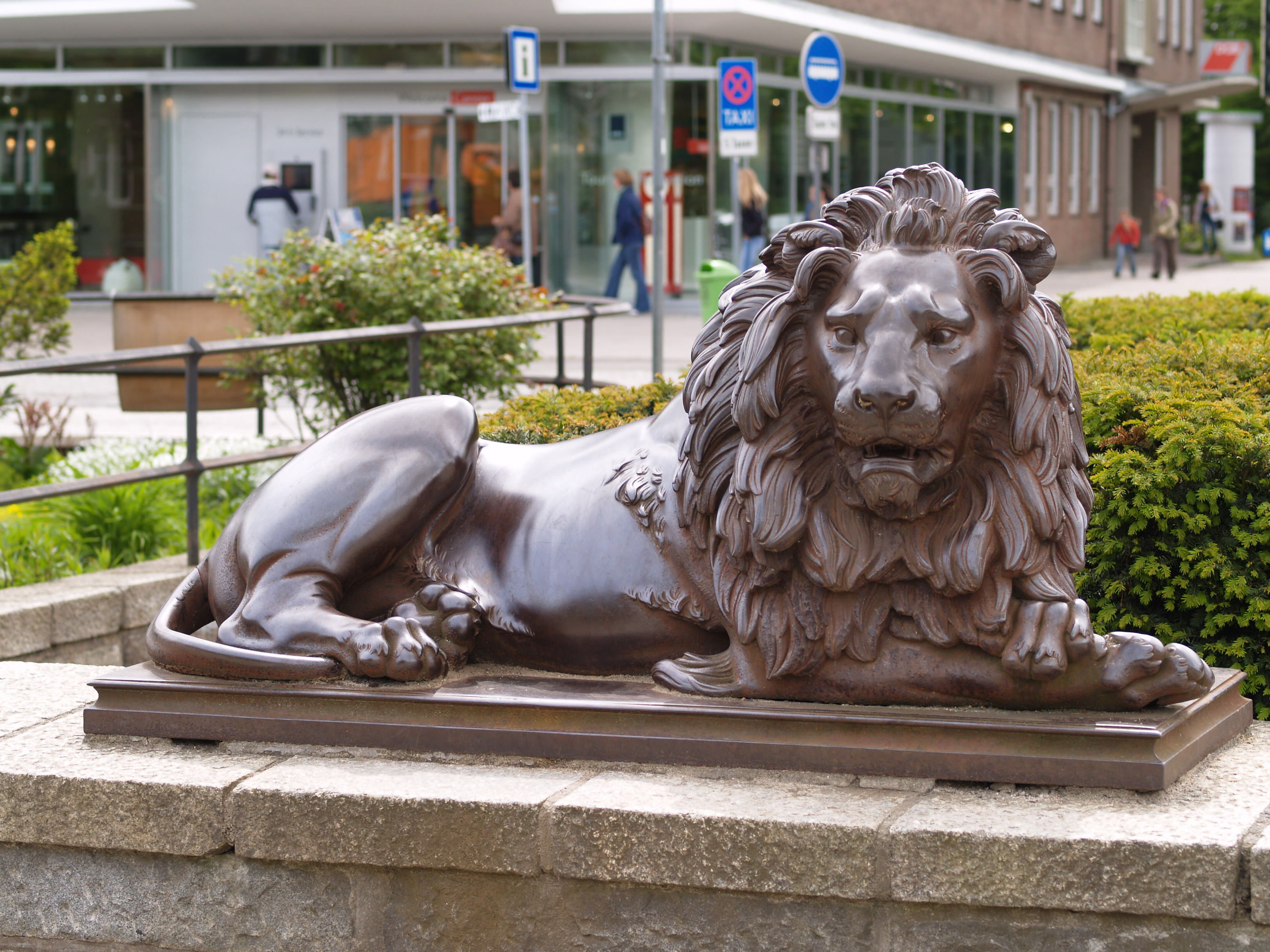
Leone vigilante
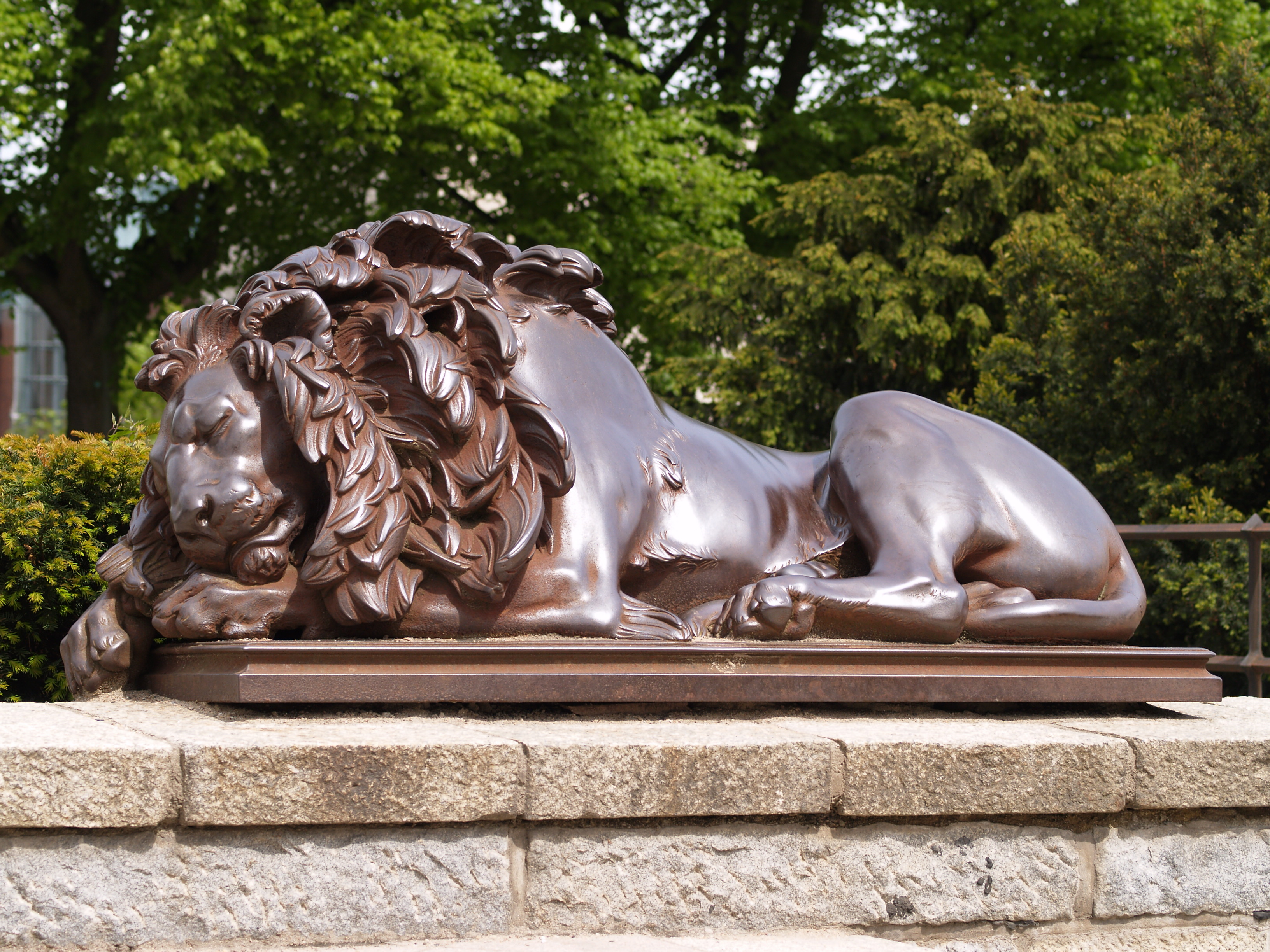
Leone dormiente

## Storia

### Le porte di Lubecca

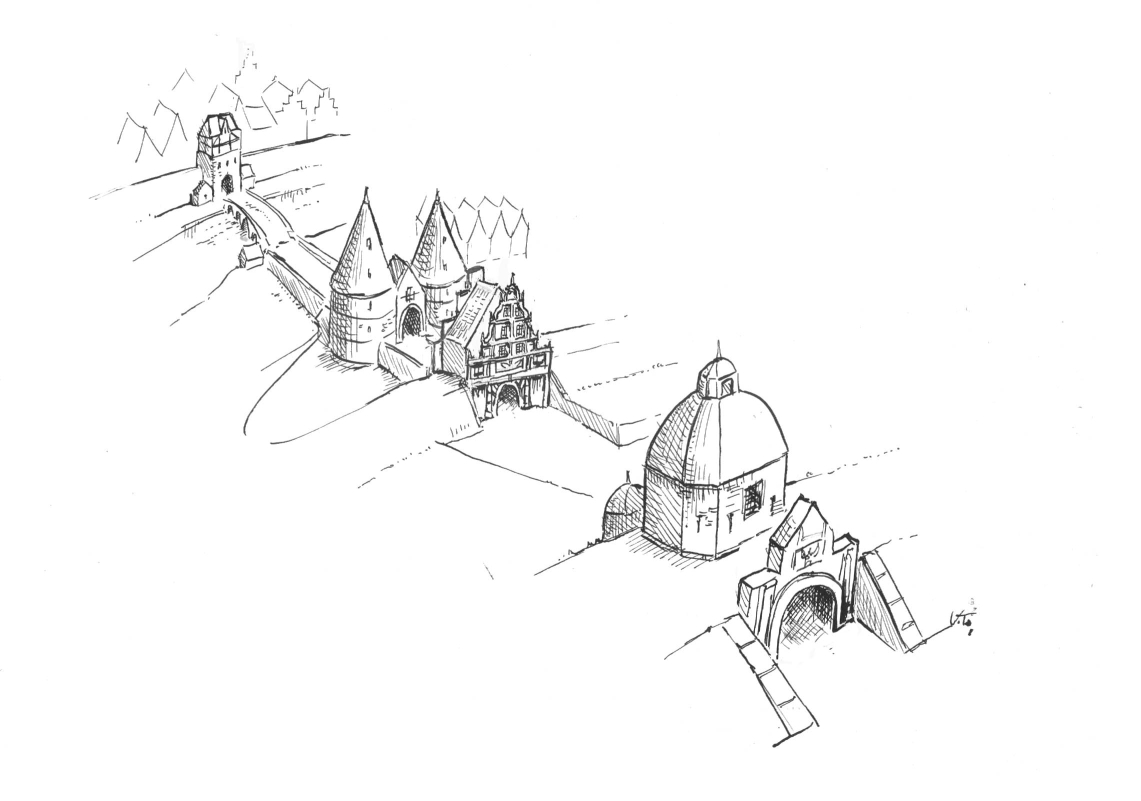
Le porte di Lubecca nel 1700 (schizzo).

Nel corso dei secoli la ricca e agiata città anseatica di Lubecca si è vista costretta a costruire muri e fortificazioni sempre più resistenti per difendersi dalle minacce esterne. Tre porte consentivano l’accesso alla città: la Burgtor a nord, la Mühlentor a sud e la Holstentor a ovest. A est la città era protetta dal fiume Wakenitz.

#### La porta interna
La porta più antica, la Inneres Holstentor (porta interna) si affacciava direttamente sulla riva del fiume Trave. Attraversando questa porta si raggiungeva l’Holstenbrücke. Al ponte venne dato questo nome nel 1216, in occasione di un atto di donazione del re della Danimarca. La denominazione Holstenbrücke (e Holstentor) si deve al fatto che l’uscita occidentale della città si affaccia sullo Holstein. Nel 1376 sia il ponte che la porta sono stati restaurati. La porta interna comunicava con la casa del doganiere che, grazie a questa posizione, poteva sorvegliare la città.

#### La porta centrale
Armi da fuoco e cannoni richiedevano alla città una maggiore fortificazione e perciò nel XV secolo le porte già esistenti non erano più sufficienti; si decise così di costruire la Mittleres Holstentor (porta centrale).

#### La porta esterna
La Äußeres Holstentor (porta esterna) era conosciuta anche come Renaissancetor, Vortor e Krummes Tor. Venne eretta nel XVI secolo in occasione della costruzione di un muro a ovest della porta centrale. La porta esterna fu ultimata nel 1585.

#### La seconda porta esterna
Nel 1621 venne costruita una quarta porta, la Zweites Äußeres Holstentor (seconda porta esterna). Gli archi delle porte riportano le iscrizioni Si deus pro nobis, quis contra nos (Se Dio è dalla nostra parte, chi può esserci contro? – sul lato rivolto verso la città) e Sub alis altissimi (Sotto protezione dell’altissimo – sul lato rivolto verso la campagna). La seconda porta esterna è stata l’ultima ad essere costruita e la prima ad essere demolita, precisamente nel 1808.

### Demolizione di tre porte nel XIX secolo
Durante l’industrializzazione, la fortificazione medievale era vista solo come un ostacolo. Nel 1808 venne demolita la seconda porta esterna, nel 1828 la porta interna e nel 1853 la porta esterna. Era solo una questione di tempo prima che anche la porta centrale venisse abbattuta.

## Curiosità

Moneta del 2006 dedicata alla porta

Nel 2006, la zecca tedesca ha dedicato una moneta commemorativa da 2 Euro al monumento. La moneta è la prima della serie dedicata ai Länder tedeschi.

## Altre immagini

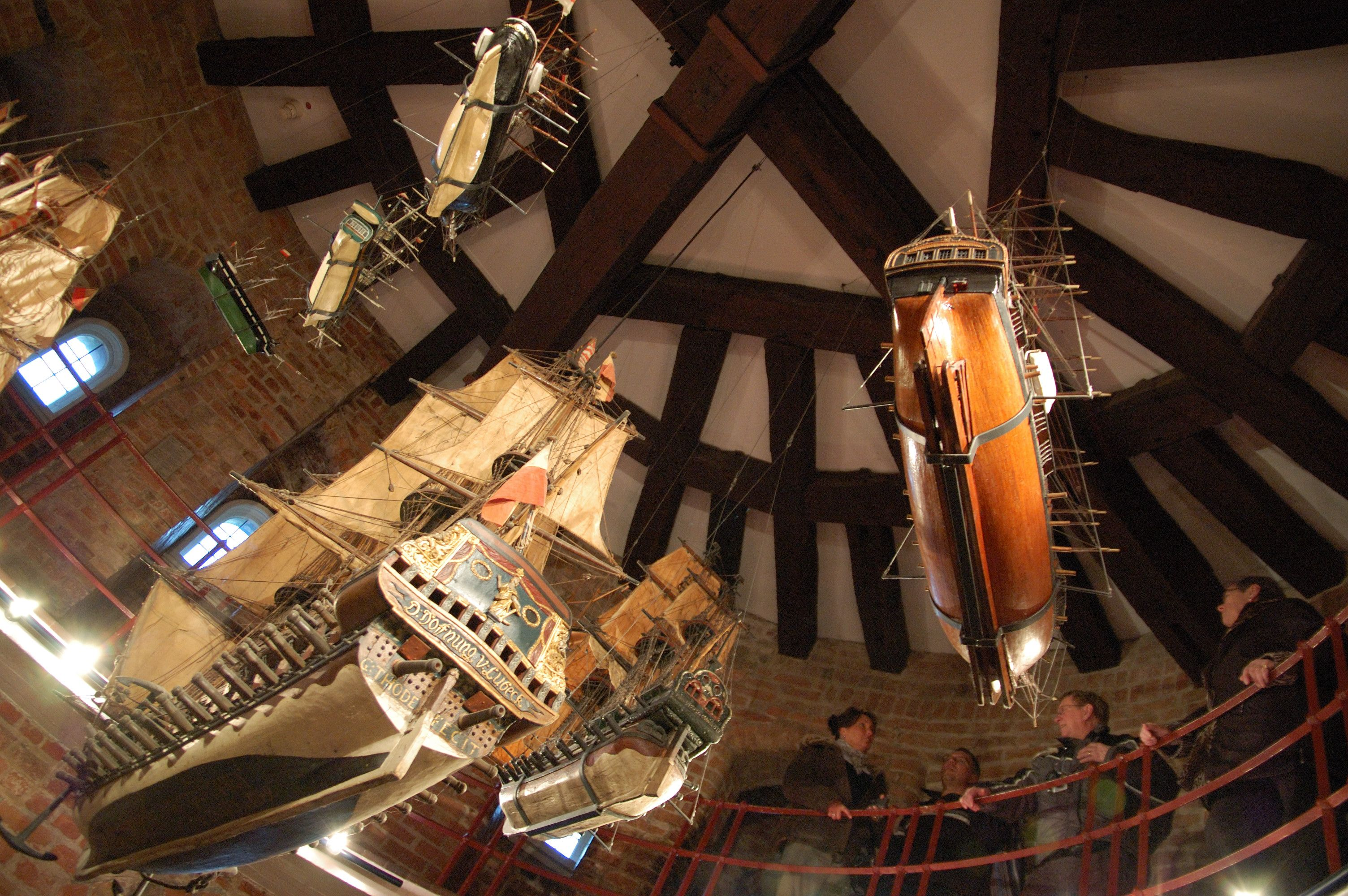
Modelli di navi nel Museo dell'Holstentor